# أول إرنست
أول إرنست (بالدنماركية: Ole Ernst)‏ هو ممثل دانمركي، ولد في 16 مايو 1940 بكوبنهاغن في الدنمارك، وتوفي بنفس المكان في 1 سبتمبر 2013 بسبب مرض.

## وصلات خارجية
- أول إرنست على موقع IMDb (الإنجليزية)
- أول إرنست على موقع ألو سيني (الفرنسية)
- أول إرنست على موقع أول موفي (الإنجليزية)
- أول إرنست على موقع قاعدة بيانات الأفلام السويدية (السويدية)
- أول إرنست على موقع قاعدة بيانات الفيلم (الإنجليزية)
- أول إرنست على موقع كينوبويسك (الروسية)